# 哥本哈根 (戲劇)
《哥本哈根》（英文：Copenhagen）是英国当代著名剧作家及小说家迈克尔·弗莱恩所写的戏剧。三位主角的灵魂在天堂会面，通过对话和追忆的表现方式，讲诉了1941年9月，德国物理学家维尔纳·海森堡前往已被纳粹德国占领的丹麦首都哥本哈根，与他的导师，著名物理学家尼尔斯·玻尔会面的故事。戏剧借用量子力学的不确定原理，探讨了这次会面的多种可能性。本剧涉及量子力学、不确定性原理、量子力学的哥本哈根诠释、第二次世界大战、纳粹德国的核武器计划、曼哈顿工程等。
本剧于1998年在英国伦敦国家剧院首次演出，表演了超过300场。2001年4月11日起在百老汇演出了326场。本剧获得托尼奖最佳戏剧、最佳女主角和最佳导演奖。
2002年，由BBC制作，Howard Davies导演的本剧同名电视电影在美国PBS电视台播出。